# Dino Kids
Dino Kids ist ein US-amerikanischer Jugendfilm aus dem Jahr 1993. Der Film erhielt mit Dino Kids 2 und Dino Kids 3 zwei Fortsetzungen.

## Handlung
Ein zwielichtiger Abenteurer verliert einige Eier. Sie landen bei Austin, seiner Schwester und seinem alleinerziehenden Vater. Als sie schlüpfen, entpuppen sie sich als Dinosaurier, die nun gegen allerlei Anfeindungen verteidigt werden müssen.

## Kritik
„Dürftig geschriebene und inszenierte Jugend- und Familienunterhaltung; ein kläglicher Versuch, auf der Erfolgswelle von Spielbergs Urzeit-Exkursion mitzuschwimmen.“

## Hintergrund
Der Film ist seit dem 6. Oktober 1993 als deutschsprachige VHS erhältlich. Seit dem 20. Juni 2014 ist der Film unter dem Titel „Jurassic Kids“ auch auf DVD erhältlich. Die 1. Fortsetzung erscheint unter dem Filmtitel „Jurassic Kids 2“ am 22. August 2014 auf DVD.